# ادوارد آربوس
ادوارد آربوس (اسپانیایی: Eduard Arbós‎؛ زادهٔ ۷ مهٔ ۱۹۸۳) بازیکن هاکی روی چمن اهل اسپانیا است که در مسابقات کشوری و بین‌المللی در مجموع برندهٔ ۱ مدال طلا، ۲ مدال نقره شده‌است. او در المپیک 2008 مدال نقره کسب کرد.